# 南大坂站
南大坂站（日语：／ Minami-Ōsaka eki */?）是位於静岡縣小笠郡大濱町（現時：掛川市），靜岡鐵道駿遠線的鐵路車站（廢站）。

## 概要
車站範圍雖然不大，但是此站是（當時）大濱町的一個交通樞紐。當時在站前商店林立，巴士也會駛進站前。在太平洋戰爭期間，此站設有分岔，連接南邊的軍用設施（陸軍遠江射擊場）。當初此站設有1面2線的月台，後來把列車交會設備撤走後變為1面1線。

## 歷史
- 1925年（大正14年）4月7日 - 中遠鐵道新橫須賀站至此站之間開通，此站啟用，當時為終點站[1]。
- 1927年（昭和2年）4月1日 - 此站至新三俁之間開通，成為中途站[1]。
- 1943年（昭和18年）5月15日 - 在公司合併後，成為靜岡鐵道中遠線的車站[1]。
- 1948年（昭和23年）9月6日 - 在路線合併後，成為靜岡鐵道駿遠線的車站[1]。
- 1967年（昭和42年）8月28日 - 新袋井站至新三俁站之間被廢除，此站也被廢除[1]。

## 現狀
車站遺址處變為了巴士乘客專用的單車停泊場（在東邊約100米處設有靜鐵Justline掛川大東濱岡線的南大坂巴士站）和站名牌紀念碑。
在站前的街燈方面，於廢線後一直標示「大坂站前」和「站前通」，直至2004年秋季後便消失了。

## 相鄰車站
靜岡鐵道
駿遠線
新三俁－南大坂－谷口

## 注腳
1. 1 2 3 4 5  今尾惠介監修《日本鐵道旅行地圖帳 7號 東海》新潮社 31頁

## 相關項目
- 日本鐵路車站列表 Mi